# Christin Steuer
Christin Steuer (Berlín, Alemania, 6 de marzo de 1983) es una clavadista o saltadora de trampolín alemana especializada en la plataforma de 10 metros, donde consiguió ser medallista de bronce mundial en 2007.

## Carrera deportiva
En el Campeonato Mundial de Natación de 2007 celebrado en Melbourne (Australia) ganó la medalla de bronce en los saltos desde la plataforma de 10 metros, con una puntuación de 386 puntos, tras las saltadoras chinas Wang Xin (oro con 432 puntos) y Chen Ruolin (plata con 410 puntos). Y también ganó otra medalla de bronce en la misma prueba en el Campeonato Mundial de Natación de 2011 celebrado en Shanghái.